# Tillandsia 'Canina'
Tillandsia 'Canina' es un  cultivar híbrido del género Tillandsia perteneciente a la familia  Bromeliaceae.
Es un híbrido creado  con las especies Tillandsia bulbosa × Tillandsia caput-medusae.